# Dominik Trạch
Św. Dominik Trạch (Đoài) (wiet. Ðaminh Trạch) (ur. ok. 1792 r. w Ngoại Vối, prowincja Nam Định w Wietnamie – zm. 18 września 1840 r. w Bảy Mẫu w Wietnamie) – dominikanin, męczennik, święty Kościoła katolickiego.
Dominik Trạch urodził się w 1792 r. lub 1793 r. w Ngoại Vối w prowincji Nam Định. Święcenia kapłańskie przyjął w wieku ok. 30 lat. W następnym roku wstąpił do zakonu dominikanów. Pracował w Quần Cống, a następnie w seminarium duchownym w Lục Thuỷ. Podczas prześladowań aresztowano go w Ngọc Cục. Miejscowi katolicy zebrali pieniądze na okup za niego i został uwolniony. Ponownie został uwięziony 11 kwietnia 1840 r. Ponieważ nie zgodził się podeptać krzyża, został stracony 18 września 1840 r.
Dzień wspomnienia: 24 listopada w grupie 117 męczenników wietnamskich.
Beatyfikowany 27 maja 1900 r. przez Leona XIII, kanonizowany przez Jana Pawła II 19 czerwca 1988 r. w grupie 117 męczenników wietnamskich.